# Mastigonodesmus verbani
Mastigonodesmus verbani är en mångfotingart som beskrevs av Karl Wilhelm Verhoeff 1930. Mastigonodesmus verbani ingår i släktet Mastigonodesmus och familjen plattdubbelfotingar. Inga underarter finns listade i Catalogue of Life.